# 1279
1279 (MCCLXXIX) fue un año común comenzado en domingo del calendario juliano.

## Acontecimientos
- 16 de febrero: en Portugal, Dionisio I es coronado rey.
- 19 de marzo: Batalla Naval de Yamen – Los mongoles conquistan el último remanente de la Dinastía Song, unificando a toda China bajo el Gran Yuan. Se le considera como una de las mayores batallas navales de la historia, con 1000 naves Song destruidas por una armada 10 veces menor. Los mongoles dominarán China hasta 1368.
- 1 de mayo: en Fantella (44°01′N 11°49′E / 44.02, 11.82, 70 km al noreste de Florencia), en Italia, y 80 km al noroeste de San Marino, a las 1:00 de la madrugada (hora local 2:00 UTC) un terremoto de 6,2 grados en la escala de Richter destruye todas las aldeas de los alrededores.
- 17 de julio: el Primer Imperio búlgaro derrota al Imperio romano de Oriente en la Batalla de Devina (Bulgaria).
- noviembre: Qalawun se convierte en Sultán de Egipto,
- Una misión diplomática Yuan es enviada a Japón, pero sus miembros son ejecutados por Hōjō Tokimune, lo que provoca la Segunda nvasion mongol a Japón.
- Fin de la Dinastía Chola en el sur de India. El territorio es invadido por la Dinastía Pandya y el reino de Hoysala.
- Ramkhamhaeng asciende al trono del Reino de Sukhothai (Tailandia), iniciando una edad dorada.

## Nacimientos
- Luis I de Borbón, noble francés y primer duque de Borbón.
- Ismaíl I de Granada, quinto gobernante nazarí de Granada.

## Fallecimientos
- 16 de febrero: Alfonso III, quinto rey de Portugal.
- Berenguela de Castilla, hija de Fernando III el Santo (rey de Castilla y León) y de su primera esposa, la reina Beatriz de Suabia.